# 小行星6354
小行星6354（6354 Vangelis），天文學臨時編號1934 GA，是一個位於小行星帶的小行星。1934年4月3日由比利時天文學家尤金·德爾波特發現於比利時于克勒。以希臘音樂家范吉利斯命名。

## 外部連結
- Minor Planet Center Database entry on (6354) Vangelis （页面存档备份，存于）
- JPL Small-Body Database Browser on 6354 Vangelis （页面存档备份，存于）

| 前一小行星： 6353 Semper | 小行星列表 | 後一小行星： 6355 Univermoscow |